# 菊池盡忠の歌
「菊池盡忠の歌」（きくちじんちゅうのうた）は太平洋戦争中、日本の熊本県において県民歌として制定されていた唱歌である。作詞・出田聡明、作曲・呉泰次郎（「丹後正」名義）。

## 解説
1943年（昭和18年）、当時の横溝光暉知事が戦時における県民の士気高揚を目的として菊池氏の「尽忠報国」を顕彰する県民歌の制定を指示し、10月に完成・制定された。翌1944年（昭和19年）に大政翼賛会熊本県支部が発行した『菊池精神発揚読本』では冒頭にこの曲が掲載されており、県下の国民学校や旧制中学校を中心に普及が図られた。
1945年（昭和20年）に太平洋戦争が終結した後は、その制定動機からGHQにより一切の歌唱・演奏を禁じられ、県民歌としての制定からわずか3年余りで廃止された。戦後の1959年（昭和34年）には第15回熊本国体の開催を記念して熊本国体実行委員会が新たに「熊本県民の歌」（作詞・坂井秀雄、作曲・出田憲二）を制定し、この歌が県に引き継れて現在に至っているが「熊本県民の歌」は制定主体が県でない事情から「2代目の県民歌」とはされていない。
廃止から60年以上が経過した2011年（平成23年）、菊池市で有志がCDを自主製作したことを契機に菊池神社へ歌を奉納する「菊池尽忠の歌を唄うつどい」が開催されるようになっている。